# Nyctycia mesomelana
Nyctycia mesomelana là một loài bướm đêm trong họ Noctuidae.